# Barrage de Çayboğazı
Le barrage de Çayboğazı est un barrage de Turquie. La rivière de Çayboğazı (Çayboğazı Çayı) ou Akçay (eau blanche) se perd dans le lac endoréique d'Avlan en voie d'assèchement dans le district d'Elmalı.

## Sources
- (en) « Caybogazi Dam », sur Site de l'agence gouvernementale turque des travaux hydrauliques (DSİ)